# راه‌آهن داتونگ کینهوانگدائو
راه‌آهن داتونگ کینهوانگدائو (انگلیسی: Datong–Qinhuangdao Railway) با ۶۵۳ کیلومتر طول در شمال چین قرار دارد و در جهت حمل زغال سنگ مورد بهره‌برداری قرار می‌گیرد. نام این خط آهن برگرفته از دو شهر پایانه‌ای داتونگ بعنوان مرکز یک معدن زغال سنگ در استان شانشی و شهر کینهوانگدائو در استان هبی در ساحل دریای بوهای می‌باشد.
برخلاف اغلب خطوط راه آهن موجود در چین که توسط وزارت راه آهن این کشور اجرا شده‌اند، این راه آهن توسط «شرکت راه آهن داکین»، که یک شرکت سهامی عام است، عملیاتی شده است. از این راه آهن دو خطه الکتریکی بعنوان یک کانال اصلی جهت انتقال زغال سنگ استحصال شده از شانشی، شاآنشی و مغولستان داخلی به کینهوانگدائو، بعنوان بزرگترین بندر صادراتی حمل زغال سنگ چین به جنوب این کشور و کشورهای آسیایی، استفاده می‌شود.
این خط طی دو مرحله و در فاصله دسامبر ۱۹۴۸ و دسامبر ۱۹۹۲ با رویکرد تغییر، از تک خطه به دو خطه ساخته شد. ظرفیت در نظر گرفته شده برای آن سالانه ۱۰۰ میلیون تن حمل بار بود که بعد از ۱۰ سال به این هدف گذاری رسید، اما با ادامه ارتقاء پارامترهای خط نظیر بکارگیری واگنهای با ظرفیت و سرعت بالا، قطارهای طویل تر و لکوموتیوهای قدرتمندتر، ارتباطات رادیویی و سیستم کنترل ترافیک مرکزی و کنترل اتوماتیک قطارها، این ظرفیت تا چهار برابر نیز رسید. این خط آهن بیشتر از هر خط دیگری در چین و جهان به حمل زغال سنگ مبادرت می‌ورزد.

## تکنولوژی

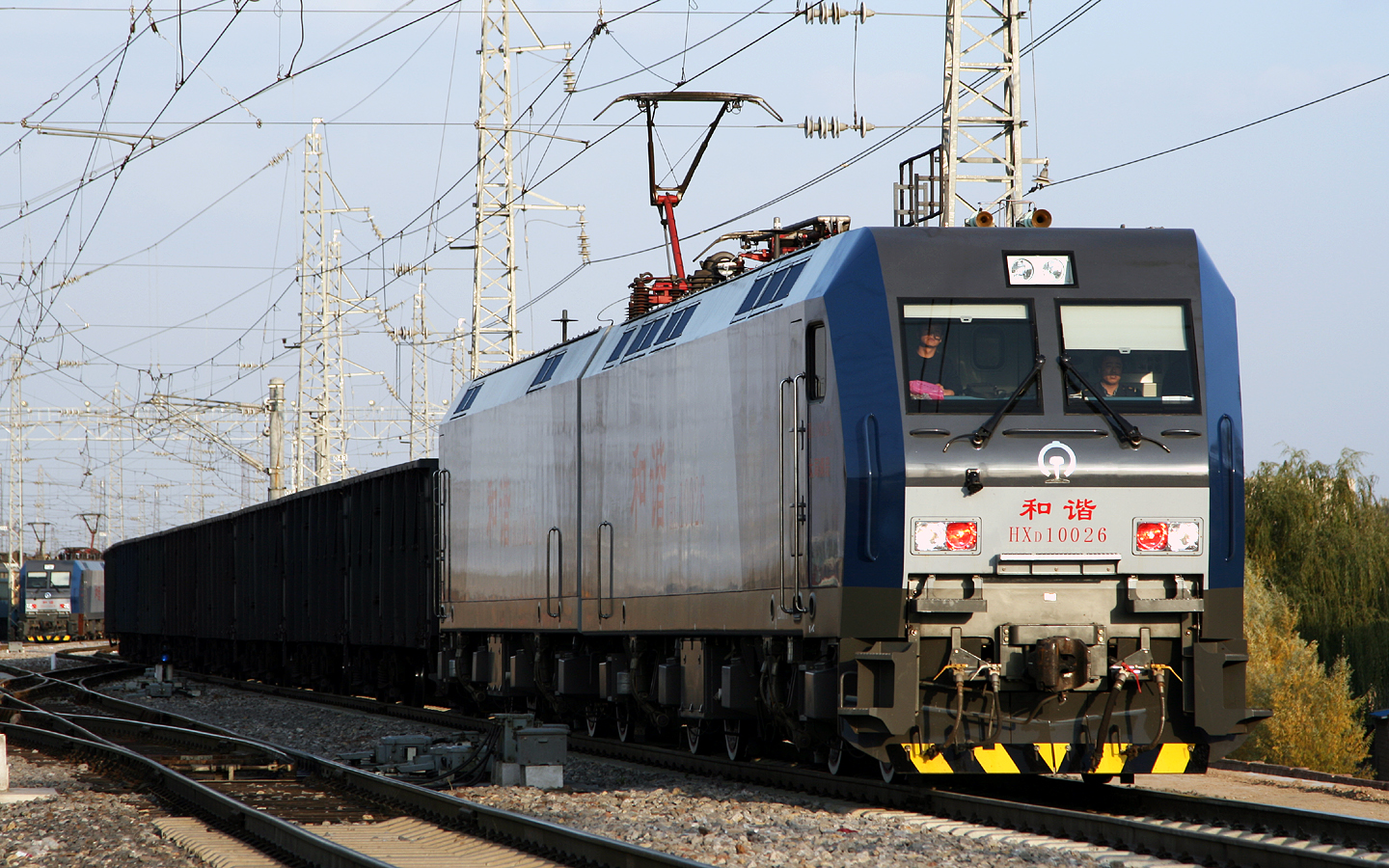
نمایی از لکوموتیوهای قدرتمند HXD1 که در راه‌آهن داتونگ کینهوانگدائو، استفاده می‌گردد. - ۲۰۰۷

قطارهایی که در این خط کار می‌کنند بیش از ۲۰ هزار تن ظرفیت دارند، که این میزان ظرفیت حمل بار، بزرگترین ظرفیت حمل بار در چین است. در سال ۲۰۰۶ لکوموتیوهای قدرتمند HXD1 با توان ۹٫۶ مگاوات و HXD2 با توان ۱۰ مگاوات جایگزین مدلهای قدیمی لکوموتیو DJ1 شده و در این خط به کار گرفته می‌شوند.

| سال                          | ... | ۱۹۹۵ | ... | ۲۰۰۰  | ... | ۲۰۰۲ | ۲۰۰۳ | ۲۰۰۴ | ۲۰۰۵ | ۲۰۰۶ | ۲۰۰۷ | ۲۰۰۸ | ۲۰۰۹ | ۲۰۱۰ | ۲۰۱۱ |
| زغال سنگ حمل شده (میلیون تن) | ... | ۲۰   | ... | ۶۰٫۵۲ | ... | ۱۰۰  | ۱۲۰  | ۱۵۳  | ۲۰۳  | ۲۵۰  | ۳۰۰  | ۳۴۰  | ۳۳۰  | ۴۰۱  | ۴۴۰  |